# Преглед „Нова българска музика“
Преглед „Нова българска музика“ е фестивал, посветен на съвременната българска класическа музика, провеждан ежегодно в София от 1973 година.
Организиран от Съюза на българските композитори, прегледът е продължение на предходни нередовни събития, първите от които са от 1952 година. Целта му е да представя нови композиции на съвременни български композитори. В програмата му са обособени концерти за композиции във фолклорен дух или обработки в художествен стил на българска фолклорна музика.